# Øster Hassing Sogn
Øster Hassing Sogn var et sogn i Aalborg Nordre Provsti (Aalborg Stift).
I 1800-tallet var Øster Hassing Sogn anneks til Vester Hassing Sogn. Begge sogne hørte til Kær Herred i Aalborg Amt. Vester Hassing-Øster Hassing sognekommune blev ved kommunalreformen i 1970 indlemmet i Hals Kommune, der ved strukturreformen i 2007 indgik i Aalborg Kommune. 
Gåser Kirke blev opført i 1903, og Gåser blev et kirkedistrikt i Øster Hassing Sogn. Gåser Kirkedistrikt blev i 2010 udskilt som det selvstændige Gåser Sogn. Men det blev 27. november 2016 igen lagt sammen med Øster Hassing Sogn til Øster Hassing-Gåser Sogn.
I Øster Hassing Sogn ligger Øster Hassing Kirke.
I sognet findes følgende autoriserede stednavne:
- Gandrup (bebyggelse, ejerlav)
- Gåser (bebyggelse, ejerlav)
- Gåser Enge (areal)
- Gåser Kær (bebyggelse)
- Gåser Å (vandareal)
- Hjortrimmen (bebyggelse)
- Holtet (bebyggelse, ejerlav)
- Langtvedsminde (bebyggelse)
- Pilen (bebyggelse)
- Rævebakke (areal)
- Sandbjerg Gårde (bebyggelse)
- Skindbjerg (bebyggelse, ejerlav)
- Skiveren (bebyggelse, vandareal)
- Øster Hassing (bebyggelse, ejerlav)
- Øster Hassing Kær (bebyggelse)